# گمینا زبوچن
گمینا زبوچن (به لهستانی:  Gmina Zbuczyn) یک گمینا در لهستان است که در شهرستان شدلتسه واقع شده‌است. گمینا زبوچن ۲۱۰٫۷۵ کیلومتر مربع مساحت و ۱۰٬۰۶۷ نفر جمعیت دارد.